# サイオステクノロジー
サイオステクノロジー株式会社（英: SIOS Technology,Inc.）は、Linuxに代表されるオープンソースソフトウェア （OSS）とJavaをコアテクノロジーに、システムやソフトウェアの設計、開発、販売、サポート/保守サービスなど、幅広くサービスを提供しているサイオスのグループ事業会社である。

## 沿革
- 2017年10月 - サイオス (企業)を持株会社とする経営体制への移行に伴い、事業会社としてサイオステクノロジー株式会社を分割設立[注釈 1]。
- 2018年12月 - サイオステクノロジー株式会社が株式会社サードウェアを吸収合併
- 2020年10月 - サイオステクノロジー株式会社が株式会社グルージェントおよび株式会社キーポート・ソリューションズを吸収合併
- 2021年4月 - サイオステクノロジー株式会社がProfit Cube株式会社を吸収合併
- 2024年12月 - サイオステクノロジー株式会社のProfit Cube事業を住信SBIネット銀行株式会社に譲渡

## 社名の由来
サイオス (企業)の記載内容を参照。

## 主な製品・サービス
事業継続ソリューション
- 「LifeKeeper」

米国子会社SIOS Technology Corp.の開発製品。本番稼働のサーバーとは別に、同じ環境の予備サーバーを待機させ、万が一の障害の際には自動的に予備サーバーに業務を引き継がせる役割を担うHA（ハイアベイラビリティ）クラスターソフトウェア。
- 「DataKeeper」

米国子会社SIOS Technology Corp.の製品。データの複製を別の場所にリアルタイムに保存することを共有ディスク不要で実現するソフトウェア。
クラウドソリューション
- 「Gluegent Gate」

Google Workspace や Microsoft 365 をはじめとする幅広いサービスを統合するシングルサインオンと強固なセキュリティ対策を実現するIDaaS製品。
- 「Gluegent Flow」

業務で必要となる各種申請・承認・決裁・共有といった一連の業務プロセスを自由な文書書式とシンプルな操作性で簡単に使える本格ワークフローシステム。
- 「Gluegent Apps 共有アドレス帳」

企業内の人員をプロフィールや特性による検索や組織ツリーやチームツリーで辿り選択しそのメールアドレスをブラウザで開いている任意のサービスに入力できるGoogle WorkspaceまたはMicrosoft 365を導入している企業向けサービス。
- 「Gluegent Apps グループスケジューラ」

Googleカレンダーを企業向けに部門やチーム単位にスケジュールを可視化するGoogle Workspaceを導入している企業向けサービス。
- 「Gluegent Gadgets」

企業ポータルサイトに埋め込めるガジェットを提供するGoogle Workspaceを導入している企業向けサービス。掲示板ガジェット、行動管理ガジェット、各種Googleアプリ連携ガジェットを有する。
- 「YourDesk[注釈 2]」

リモートワークとフリーアドレスの併用、ソーシャルディスタンス対応など、働き方や感染症対策など用途に合わせた構成が可能な在席コントロールサービス。
オープンソースソリューション
- 「サイオスOSSよろず相談室」

OSSに関する問い合わせに回答するサービス。
- 「Red Hat Enterprise Linux」

オープンソースソリューションプロバイダーのレッドハットが開発するLinux OS。
- 「Postgres Plus」等

データベースのPostgreSQLをベースに米国のEnterpriseDB社が開発した企業ユーザー向けデータベース製品。
セキュリティソリューション
- 「i-FILTER」

デジタルアーツ株式会社の製品。Webフィルタリングソフトウェア。
- 「m-FILTER」

デジタルアーツ株式会社の製品。送受信制御や全文保存、スパム対策を同時に実現する電子メールのトータルソリューション。
SIOS Applications
- 「Speedoc for RICOH」

デジタル複合機のパネル上で、紙文書を用途に合わせた形式の電子文書へ変換し、任意のフォルダへ保存するソフトウェア。株式会社リコーが推奨するOperiusの認定商品。
- 「Quickスキャン」

紙文書を電子文書へ変換し、任意のフォルダへ保存するソフトウェア。
その他
その他にも様々なオープンソースに関するサポート、トレーニングなど多数。

## 関連企業
- サイオス (企業)